# Mandres-aux-Quatre-Tours
Mandres-aux-Quatre-Tours ist eine französische Gemeinde mit 201 Einwohnern (Stand: 1. Januar 2022) im Département Meurthe-et-Moselle in der Region Grand Est (vor 2016: Lothringen). Sie gehört zum Arrondissement Toul und zum Kanton Le Nord-Toulois. 

## Geografie
Mandres-aux-Quatre-Tours liegt etwa 50 Kilometer nordwestlich von Nancy. Umgeben wird Mandres-aux-Quatre-Tours von den Nachbargemeinden Beaumont und Seicheprey im Norden, Bernécourt im Nordosten, Hamonville im Osten und Südosten, Royaumeix im Südosten und Süden, Geville im Südwesten, Broussey-Raulecourt im Südwesten und Westen sowie Rambucourt im Westen. 

## Bevölkerungsentwicklung
| Jahr                       | 1962 | 1968 | 1975 | 1982 | 1990 | 1999 | 2006 | 2019 |
| Einwohner                  | 206  | 210  | 187  | 171  | 162  | 170  | 178  | 187  |
| Quellen: Cassini und INSEE |      |      |      |      |      |      |      |      |

## Sehenswürdigkeiten
- Kirche Saint-Martin aus dem 18. Jahrhundert (Monument historique)
- Reste des alten Schlosses aus dem 18. Jahrhundert

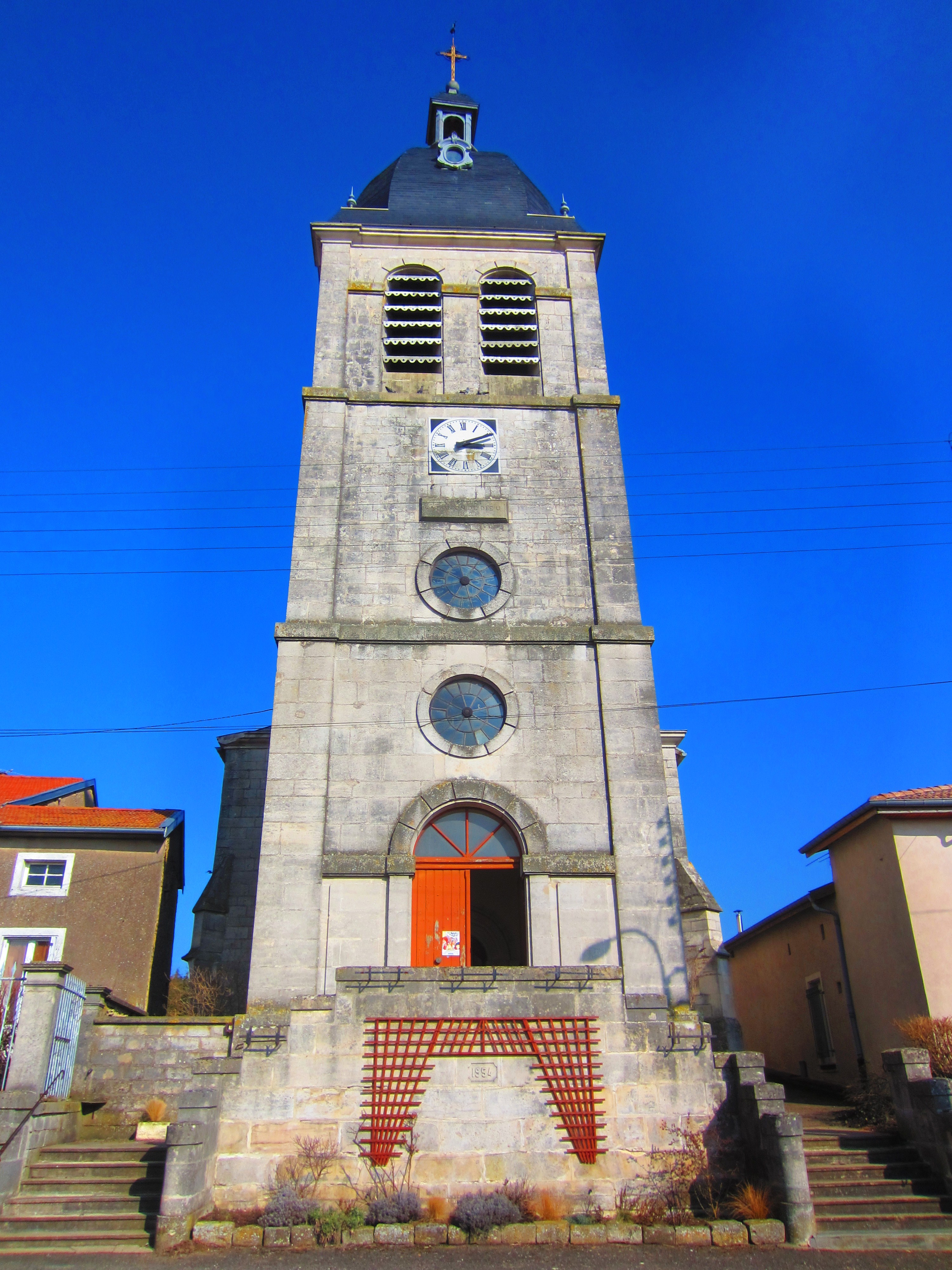
Kirche Saint-Martin

- Burgruine aus dem 12. Jahrhundert